# وود دال (ایلینوی)
وود دال، ایلینوی (به انگلیسی: Wood Dale, Illinois) یک شهر در ایالات متحده آمریکا با جمعیت ۱۳٬۹۱۱ نفر است که در ایلی‌نوی واقع شده‌است.

## موقعیت جغرافیایی
موقعیت جغرافیایی شهرها و مناطق اطراف به شرح زیر است: